# Heteroconis argylensis
Heteroconis argylensis is een insect uit de familie van de dwerggaasvliegen (Coniopterygidae), die tot de orde netvleugeligen (Neuroptera) behoort. 
De wetenschappelijke naam Heteroconis argylensis is voor het eerst geldig gepubliceerd door New in 1987.